# Omar Jorge
Omar Jorge (30 agosto 1956) è un ex calciatore argentino, di ruolo difensore.

## Carriera

### Club
Ha giocato nella massima serie dei campionati argentino e messicano.

### Nazionale
Ha giocato 2 partite in Nazionale nel 1983, partecipando alla Copa América 1983.